# Silnice III/2917
Silnice III/2917 je silnice III. třídy, která spojuje Horní Řasnici se stejnojmennou železniční zastávkou. Silnice začíná na křižovatce se silnicí III/2915, z níž u domu číslo popisné 207 odbočuje jihovýchodním směrem. Následně přechází říčku Řasnici, pak překračuje bývalou železniční vlečku do průmyslového areálu u objektu s číslem popisným 1 (do vlečky se jezdilo úvratí) a závěrem pokračuje až k drážní budově v železniční zastávce.